# Thézac
|  | Per a altres significats, vegeu «Thézac (Òlt i Garona)». |

Thézac és un municipi francès al departament de la Charanta Marítima i a la regió de Nova Aquitània. L'any 2007 tenia 327 habitants.

## Demografia

### Població
El 2007 la població de fet de Thézac era de 327 persones. Hi havia 130 famílies de les quals 36 eren unipersonals (24 homes vivint sols i 12 dones vivint soles), 43 parelles sense fills, 43 parelles amb fills i 8 famílies monoparentals amb fills.
La població ha evolucionat segons el següent gràfic:

### Habitatges
El 2007 hi havia 182 habitatges, 130 eren l'habitatge principal de la família, 22 eren segones residències i 30 estaven desocupats. Tots els 182 habitatges eren cases. Dels 130 habitatges principals, 103 estaven ocupats pels seus propietaris, 16 estaven llogats i ocupats pels llogaters i 12 estaven cedits a títol gratuït; 8 tenien dues cambres, 22 en tenien tres, 39 en tenien quatre i 61 en tenien cinc o més. 95 habitatges disposaven pel capbaix d'una plaça de pàrquing. A 58 habitatges hi havia un automòbil i a 60 n'hi havia dos o més.

### Piràmide de població
La piràmide de població per edats i sexe el 2009 era:
| Homes | Edats   | Dones |
| ----- | ------- | ----- |
| 0     | 95 o +  | 0     |
| 4     | 90 a 94 | 4     |
| 0     | 85 a 89 | 0     |
| 4     | 80 a 84 | 0     |
| 12    | 75 a 79 | 12    |
| 4     | 70 a 74 | 4     |
| 8     | 65 a 69 | 12    |
| 24    | 60 a 64 | 8     |
| 4     | 55 a 59 | 16    |
| 12    | 50 a 54 | 4     |
| 4     | 45 a 49 | 12    |
| 16    | 40 a 44 | 20    |
| 12    | 35 a 39 | 12    |
| 0     | 30 a 34 | 4     |
| 12    | 25 a 29 | 4     |
| 4     | 20 a 24 | 8     |
| 20    | 15 a 19 | 12    |
| 4     | 10 a 14 | 20    |
| 24    | 5 a 9   | 0     |
| 0     | 0 a 4   | 4     |

## Economia
El 2007 la població en edat de treballar era de 196 persones, 144 eren actives i 52 eren inactives. De les 144 persones actives 128 estaven ocupades (74 homes i 54 dones) i 16 estaven aturades (5 homes i 11 dones). De les 52 persones inactives 22 estaven jubilades, 14 estaven estudiant i 16 estaven classificades com a «altres inactius».

### Ingressos
El 2009 a Thézac hi havia 127 unitats fiscals que integraven 306,5 persones, la mediana anual d'ingressos fiscals per persona era de 14.617 €.

### Activitats econòmiques
Dels 14 establiments que hi havia el 2007, 5 eren d'empreses de construcció, 1 d'una empresa de comerç i reparació d'automòbils, 2 d'empreses immobiliàries, 1 d'una empresa de serveis, 2 d'entitats de l'administració pública i 3 d'empreses classificades com a «altres activitats de serveis».
Dels 7 establiments de servei als particulars que hi havia el 2009, 2 eren paletes, 2 fusteries, 1 lampisteria, 1 restaurant i 1 agència immobiliària.
L'any 2000 a Thézac hi havia 33 explotacions agrícoles que ocupaven un total de 1.224 hectàrees.

## Equipaments sanitaris i escolars
El 2009 hi havia una escola maternal integrada dins d'un grup escolar amb les comunes properes formant una escola dispersa.

## Poblacions properes
El següent diagrama mostra les poblacions més properes.